# صمغ حيواني

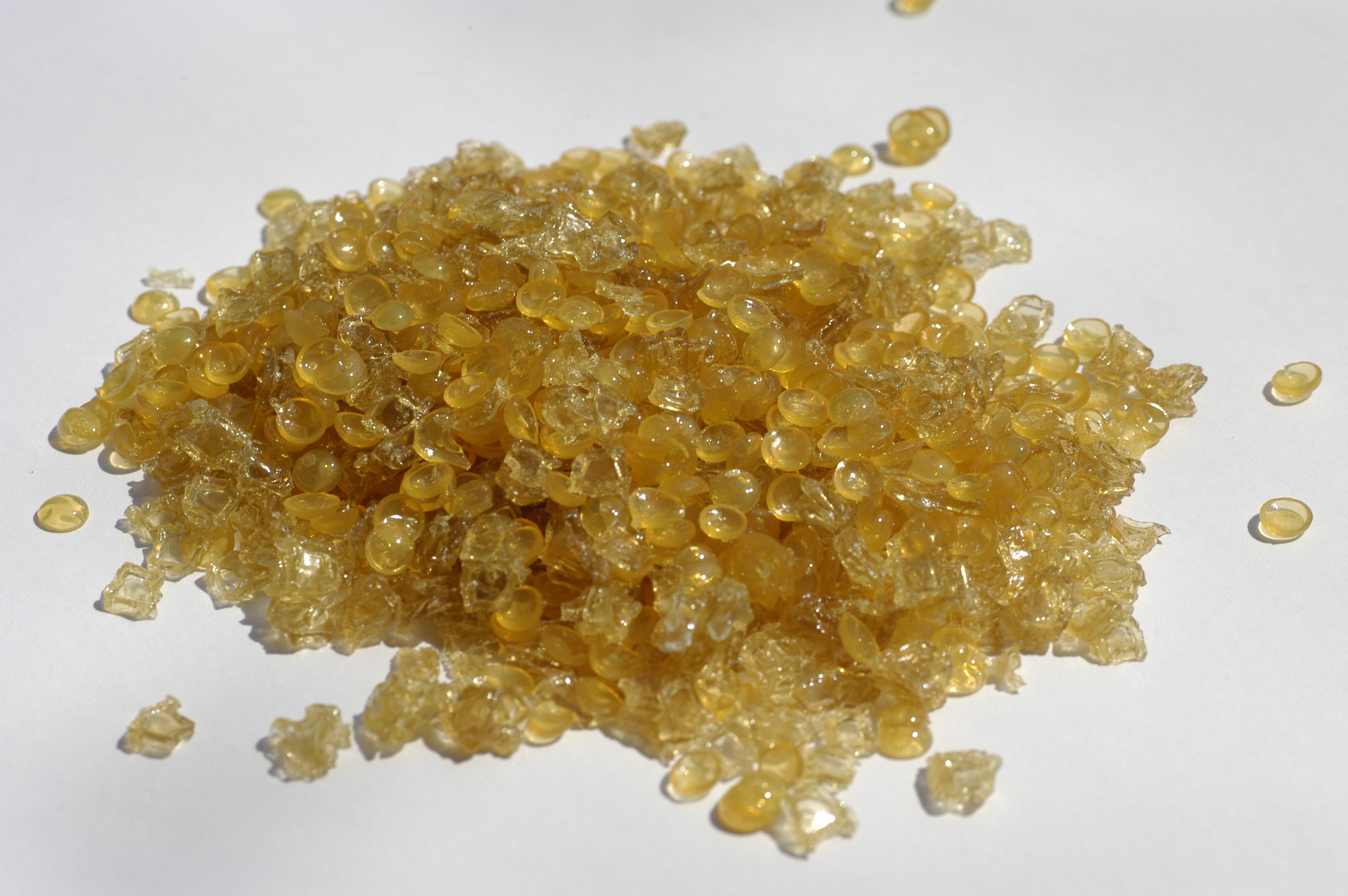

هو مادة لاصقة تصنع من بروتين حيواني عظام الحيوانات وقرونها وذلك بعد ازالة المادة الدهنية ، وينتج بأشكال عدة ويستخدم في الكتب والملصقات والمواد الخشبية و علب الكرتون ويقسم إلى
- غراء الحمض
- غراء مرن.